# جایرودیتا
جایرودیتا (انگلیسی: Gyrodata) شرکت خدمات حفاری آمریکایی است، که در سال ۱۹۸۰ تأسیس شد.